# Synchiropus atrilabiatus
Synchiropus atrilabiatus är en fiskart som först beskrevs av Garman, 1899.  Synchiropus atrilabiatus ingår i släktet Synchiropus och familjen sjökocksfiskar. IUCN kategoriserar arten globalt som livskraftig. Inga underarter finns listade i Catalogue of Life.